# Plantago webbii
Plantago webbii är en grobladsväxtart som beskrevs av François Marius Barnéoud. Plantago webbii ingår i släktet kämpar, och familjen grobladsväxter. Inga underarter finns listade i Catalogue of Life.